# Alleluia
Alleluia és una pel·lícula de terror dramàtica belga-francesa de 2014 dirigida per Fabrice Du Welz. Va ser projectada com a part de la secció Quinzena de Cineastes al 67è Festival Internacional de Cinema de Canes. Va rebre vuit nominacions als 6ns Premis Magritte, inclòs el Millor Director per Du Welz.

## Argument
La Glòria, mare soltera i treballadora de la morgue, viu en un petit apartament amb la seva filla. S'ha mostrat reticent a sortir, però s'inscriu a un servei de cites en línia a instància de la seva amiga. La primera cita de la Gloria amb el venedor de sabates Michel va bé, i aquesta nit tenen sexe a l'apartament.
Un temps després, en Michel es va convertir en un component de la vida de la Gloria i es porta bé amb la seva filla. Gloria accepta prestar-li diners per a una emergència empresarial, però cau en una depressió després que ell desaparegui amb els diners. El troba en una discoteca coquetejant amb altres dones i s'enfronta a ell abans que pugui portar-ne una a casa. En el seu lloc, Gloria veu fotos de les seves víctimes anteriors, inclosa una foto seva. Michel explica que va ser abusat sexualment per la seva mare i que ara utilitza la seva sexualitat per seduir dones i estafar-les. Gloria desitja l'emoció del seu estil de vida i accepta ajudar-lo, deixant la seva filla amb un amic.
Michel es casa amb Marguerite, la seva nova víctima, i Gloria es fa passar per la seva germana recentment divorciada. Tots tres conviuen, però la Gloria es torna cada cop més gelosa i possessiva per la intimitat de Michel i Marguerite. Michel rebutja els avenços de la Gloria, dient que és molt difícil que els agafin junts. Gloria és testimoni de Marguerite fent una fel·lació amb Michel, i Gloria mata Marguerite en un atac de ràbia. Gloria mata una altra de les víctimes de Michel després de veure'ls tenir relacions sexuals, i Gloria i Michel es casen en una cerimònia no oficial.
La propera víctima de Michel, Solange, viu en una granja remota amb la seva filla. Solange confia en Gloria i li diu que està embarassada del nadó d'en Michel, tot i que Michel ha promès no tenir intimitat física amb cap més víctima. Furiosa, Gloria dona uma destral a Michel i l'obliga a matar la Solange. Les filles de Solange són testimonis de l'assassinat i escapen amb por. Gloria intenta matar la seva filla, però Michel intervé. Gloria ofega en Michel en un llac proper, després truca a la seva filla i li diu que l'estima.

## Repartiment
- Lola Dueñas com a Gloria
- Helena Noguerra com a Solange
- Laurent Lucas com a Michel
- Stéphane Bissot com a Madeleine
- David Murgia com el pare Luis

## Honors

### Recompenses
- 6ns Premis Magritte:[5]
  - Millor fotografia per a Manu Dacosse.
  - Millor so per a Emmanuel de Boissieu, Frédéric Meert i Ludovic Van Pachterbeke.
  - Millors decorats per a Emmanuel de Meulemeester.
  - Millor edició per a Anne-Laure Guégan.

### Nominacions i seleccions
- AFI Fest 2014: selecció “Midnight”.
- 67è Festival Internacional de Cinema de Canes: selecció “Quinzena de Cineastes”.
- Festival Internacional de Cinema de Toronto 2014: selecció “Vanguard”.
- Festival Internacional de Cinema Fantàstic de Neuchâtel 2014: selecció de “Pel·lícules del tercer tipus”